# Белиці (Нижньосілезьке воєводство)
Белиці (пол. Bielice, нім. Bielendorf) — село в Польщі, у гміні Строни-Шльонські Клодзького повіту Нижньосілезького воєводства.
Населення — 61 особа (2011).
У 1975-1998 роках село належало до Валбжиського воєводства.

## Демографія
Демографічна структура станом на 31 березня 2011 року:
|          | Загалом | Допрацездатний вік | Працездатний вік | Постпрацездатний вік |
| -------- | ------- | ------------------ | ---------------- | -------------------- |
| Чоловіки | 30      | 5                  | 25               | 0                    |
| Жінки    | 31      | 9                  | 21               | 1                    |
| Разом    | 61      | 14                 | 46               | 1                    |